# 목감천
목감천(牧甘川)은 경기도 시흥시 논곡동에서 발원하여 서울특별시 구로구와 경기도 광명시 사이를 지나 구일역 교가 아래에서 안양천에 유입되는 시흥시, 광명시, 서울특별시의 하천이다. 목감동에서 발원하여 목감천이라 불리지만 현재 목감동 구간은 도로공사로 인하여 자연하천은 없고, 인공 배수로만 있어, 실질적으로 논곡동에서 시작된다. 서울특별시 구간은 과거 개화천이라 불렀으며, 개봉천 이라고도 한다. 2020년 1월 1일부터 국가하천으로 승격된다.

## 주변 장소
- 제3경인고속화도로
- 제2경인고속도로
- 광명 스피돔
- 천왕차량사업소
- 구일역